# Жонзак, Франсуа-Пьер-Шарль д’Эспарбес де Люссан д’Обтер
Франсуа-Пьер-Шарль д'Эспарбес де Люссан д'Обтер (фр. François-Pierre-Charles Bouchard d'Esparbès de Lussan d'Aubeterre; 28 января 1714 — ?), граф де Жонзак — французский государственный и военный деятель.
Сын Луи-Пьера-Жозефа Бушара д'Эспарбеса де Люссан д'Обтер, графа де Жонзак, и Мари-Франсуазы Эно.
Первоначально назывался маркизом де Жонзак.
Поступил на службу мушкетером в 1728 году. Капитан кавалерийского полка Вильруа (6.05.1730). Знаменосец роты беррийских жандармов с рангом подполковника кавалерии (3.08.1733). В том же году с жандармерией участвовал в осаде Келя. Прапорщик роты орлеанских жандармов (25.03.1734). В этом качестве участвовал в атаке Этлингенских линий и осаде Филиппсбурга, а в 1735 году в деле под Клаузеном.
Младший лейтенант роты орлеанских шеволежеров с рангом кампмейстера кавалерии (2.08.1736). В августе 1741 выступил с жандармерией в Вестфалию, в августе 1742 добрался до границ Богемии и Баварии, участвовал в нескольких перестрелках и снабжении продовольствием Браунау в декабре, и вернулся со своим отрядом во Францию в феврале 1743. В июле с тем же отрядом присоединился к Рейнской армии, содействовал изгнанию противника с острова Реньяк и окончил кампанию в Верхнем Эльзасе в войсках маршала Куаньи.
В 1744 году был при отвоевании Вейсенбурга и Луттерских линий, деле при Аугенуме, осаде Фрайбурга. 14 декабря получил роту шеволежеров дофина. В 1745 году командовал этой ротой в битве при Фонтенуа, осадах Турне, Ауденарде и Дендермонде, в ноябре произведен в бригадиры (патент от 1.05.1745).
1 мая 1746 назначен в армию принца Конти. Служил при осадах Монса и Шарлеруа, сражался в битве при Року. 24 января 1747, после отставки своего отца, стал генеральным наместником Сентонжа и Ангумуа. 2 июля участвовал в битве при Лауфельде. 7 августа, после отставки своего деда, стал губернатором Коллиура и Порт-Вандра.
С 1 мая по 1 сентября 1748 служил во Фландрской армии, в декабре назначен лагерным маршалом (патент от 1.05.1748), после чего покинул роту шеволежеров дофина.
Принял титул графа де Жонзака после смерти отца 3 июня 1750. В марте 1752 отказался от наместничества в Сентонже и Ангумуа.
С началом Семилетней войны 1 марта 1757 направлен в Германскую армию, участвовал в битве при Хастенбеке и завоевании Ганноверского курфюршества. Вернулся во Францию в январе 1758. 1 апреля направлен на побережье Сентонжа, а 1 мая 1759 в Гиень.
Генерал-лейтенант армий короля (17.12.1759). 1 мая 1760 направлен на побережье Они, Сентонжа и Пуату.
Жена (6.02.1736): Элизабет-Полин-Габриель Кольбер, дочь Шарля-Эмманюэля Кольбера, графа де Сеньеле, генерального наместника Берри, и графини Анны фон Турн-и-Таксис, внучка Жана-Батиста Кольбера, графа де Сеньеле, морского министра. Брак бездетный.
С ним закончилась младшая линия дома д'Эспарбес де Люссан, графов де Жонзак.